# Rutheopsis
Rutheopsis är ett släkte i familjen flockblommiga växter.

## Arter
Släktet omfattar två arter som båda förekommer på Kanarieöarna:
- Rutheopsis herbanica (Bolle) A.Hansen & G.Kunkel
- Rutheopsis tortuosa (Webb & Berthel.) Frank., Reyes-Bet., Reduron & Spalik